# 断石乡
断石乡，是中华人民共和国四川省绵阳市三台县下辖的一个乡镇级行政单位。2019年12月，撤销玉林镇，将其所属行政区域划归断石乡管辖，断石乡人民政府驻富民街7号。

## 行政区划
断石乡下辖以下地区：
社区、云龙村、高沟村、中和村、禹顺村、潭桥村、蔡坝村、柏杨村和高垭村。